# Liberal Democratici (Regno Unito)
I Liberal Democratici (in inglese Liberal Democrats, Lib Dems) sono un partito politico britannico, legato ad un centrismo socioliberale, progressista, europeista, ambientalista e federalista. Si distingue dalla dottrina socialdemocratica sostenendo la libertà del mercato (secondo i Liberali, alla base di una società equa sta un'economia forte); persegue la promozione dei diritti civili.
Il partito nacque nel 1988, dalla fusione tra lo storico Partito Liberale e il giovane Partito Social Democratico (costola centrista del Labour, spintosi quest'ultimo verso la sinistra radicale durante il governo di Margaret Thatcher). Il loro colore simbolo è il giallo.
Sono tradizionalmente il terzo partito nel Parlamento del Regno Unito dietro a Conservatori e Laburisti, sebbene le elezioni del 2015 abbiano portato all'elezione di solamente otto parlamentari nella House of Commons. In un raffronto rispetto ai due principali partiti, si collocherebbero alla mezza via tra destra e sinistra, sebbene questa posizione non sia frutto di un determinato calcolo. A questo proposito, l'ex leader Nick Clegg ebbe a dire: "Non apparteniamo né alla destra, né alla sinistra. Abbiamo il nostro proprio orientamento: siamo liberali". Alle elezioni anticipate del 2017 ottennero 12 scranni, scesi a 11 in occasione delle elezioni del 2019.

## Storia

### I Liberali e i Socialdemocratici
I Liberal Democratici sono i diretti eredi degli whigs, i liberali che hanno conteso la scena politica inglese ai Tories per tutto il XIX secolo. Tra i loro esponenti più illustri si ricorda il Primo Ministro David Lloyd George, a oggi l'ultimo Primo Ministro liberale.
Fino agli anni Venti del Novecento, i Liberali hanno rappresentato l'ala sinistra del parlamento britannico, sostenendo posizioni più progressiste e vicine all'egualitarismo rispetto ai Tories, vicini questi ultimi a posizioni aristocratiche e rigorosamente conservatrici. Con l'avvento, agli inizi del secolo, del Partito Laburista, i liberali si sono caratterizzati sempre più come un partito di centro-sinistra, tacciati dai laburisti di indugiare in atteggiamenti "borghesi". Per tutta la seconda metà del XX secolo, i liberali sono stati ai margini della scena politica nazionale, nonostante la buona presenza nelle elezioni locali, ostacolati dal sistema di collegi uninominali a turno unico maggioritario, che favoriva i partiti laburista e conservatore. Del resto, dall'immediato dopoguerra al 1962, il Partito Liberale subì la scissione e la diretta concorrenza del Partito Liberale Nazionale, contrario a qualsiasi forma di accordo con i laburisti. Dalle elezioni del 1970, i liberali cominciarono a riguadagnare consensi, passando dal 7,5% al 13% del 1979. Alla consultazione del 1982 i Liberali si presentarono agli elettori in alleanza con il Social Democratic Party, partito riformista e centrista scissosi nel 1981 dal Partito Laburista, spintosi quest'ultimo verso posizioni radicali nel corso dell'era thatcheriana. Le elezioni videro vittoriosi i Conservatori con il 42% dei consensi. L'alleanza Lib-SDP ottenne il 25% del supporto, contro il 27% del Labour, ma i liberal-socialdemocratici elessero appena 23 parlamentari, contro i 209 dei laburisti.

### I Lib Dems
Nel 1988 i liberali e i socialdemocratici si unirono, dando vita al Liberal-Democratic Party, abbreviato in Lib-Dems.
Le elezioni del 1997 videro per la prima volta un notevole avvicinamento dei Lib-Dems verso i Laburisti di Tony Blair. Con la maggiore autonomia riconosciuta a Scozia e Galles nel 1999, i Liberal-Democratici, da sempre propugnatori di un più deciso decentramento, entrarono a far parte dei governi locali, insieme ai Laburisti, ottenendo importanti concessioni sui programmi di governo (ad esempio, l'abolizione delle tasse universitarie in Scozia).
Nel 1999, dopo undici anni, il leader Paddy Ashdown lasciò il timone al giovane e carismatico parlamentare scozzese Charles Kennedy, da molti visto come l'antitesi del tipico e grigio politico britannico. Secondo molti osservatori, Charles Kennedy portò i Liberal-Democratici alla sinistra del cosiddetto New Labour (Nuovo Labour) di Tony Blair. In quegli anni, infatti, i Lib-Dems sostennero politiche quali la tassazione fino al 50% per i redditi più alti, l'educazione universitaria gratuita, la depenalizzazione dell'uso di cannabis, la difesa a oltranza dei diritti civili, la riforma elettorale in senso proporzionale, la devoluzione federalista, la difesa dei diritti degli omosessuali e politiche ambientali più radicali.
Con il suo stile meno convenzionale (era soprannominato chatshow Charlie), Charles Kennedy condusse i Lib-Dems ai migliori risultati elettorali dagli anni '20, ottenendo 63 parlamentari (e oltre il 23% dei consensi) alle elezioni del maggio 2005. Un altro fattore cruciale per la sorprendente crescita dei Lib-Dems fu la loro ferma e coerente opposizione alla guerra in Iraq. Un numero notevole di ex-simpatizzanti laburisti, infatti, in contrasto con il loro partito tradizionale, appoggiarono la politica estera dei Lib-Dems.
Nel gennaio 2006 i Lib-Dems conobbero uno dei più difficili momenti negli ultimi vent'anni. Sotto crescente pressione da parte di alcune fazioni interne (la destra del partito accomunata dal programma liberista dell'Orange Book), il leader Charles Kennedy rassegnò le dimissioni a causa delle complicate condizioni di salute, dovute all'eccessivo consumo di alcool. La campagna per la designazione del nuovo leader si concluse il 2 marzo 2006 con l'elezione di Sir Menzies Campbell, di gran lunga il più anziano dei contendenti e da taluni visto come il candidato più conservatore tra i Liberal-Democratici.
Nel 2007, alle elezioni per il Parlamento scozzese e per l'Assemblea nazionale gallese, i Lib-Dems mantennero sostanzialmente inalterati i propri seggi, rispettivamente 16 (uno in meno) e 6. Il dato più preoccupante emerse invece dalle contemporanee amministrative in Inghilterra. I Lib-Dems ottennero 2 126 consiglieri, ben 246 in meno, con un calo del 10%, a cui si aggiunse la perdita del controllo di 4 consigli, scendendo a 23 consigli contro i 27 precedenti. Il dato, però, si offriva ad una duplice interpretazione. Da un lato i Lib-Dems perdevano consensi a vantaggio dei conservatori, soprattutto nel sud dell'Inghilterra, a causa della campagna ambientalista condotta dai Tories; dall'altro lato, i Lib-Dems superavano i Laburisti in termini di consiglieri (2126 contro 1865) e vi si avvicinavano molto in termini percentuali, 26 contro 27%. In tal modo, i Lib-Dems confermavano il proprio ruolo di terza forza del paese, con un consenso pari almeno al 20%.
Nell'autunno del 2007, allontanandosi la prospettiva di nuove elezioni generali, molti nel partito pensarono fosse opportuno ricercare un nuovo leader più giovane e carismatico. Menzies Campbell, che allora aveva 66 anni, si dimise il 15 ottobre 2007. Qualche mese dopo fu eletto il suo successore, Nick Clegg.
Alle elezioni parlamentari del 6 maggio 2010 il partito ottenne solo 57 seggi alla Camera dei Comuni, benché i sondaggi durante la campagna elettorale e la buona impressione suscitata da Clegg nei tre dibattiti televisivi contro Gordon Brown e David Cameron avessero fatto pensare ad un risultato più favorevole. I Lib-Dem furono penalizzati dal sistema uninominale maggioritario, ottenendo il 23% dei voti (+1%), ma 57 seggi (-5), pari appena all'8,3% del consesso parlamentare. Ciò, comunque, non impedì ai liberali di tornare, dopo novant'anni, al governo. I Tories, infatti, pur risultando il primo partito, non ottennero la maggioranza assoluta dei seggi e furono costretti ad aprire ad un governo di coalizione con i Lib-Dem, il terzo partito della Camera. Nick Clegg divenne così vice-primo ministro del Governo del Regno Unito.
Il partito, però, pagò cara questa partecipazione in termini di consenso. Sebbene Nick Clegg avesse chiarito prima delle elezioni del 2010 che in caso di uno hung parliament (parlamento sospeso) il suo schieramento avrebbe sostenuto in una coalizione il partito più votato in termini assoluti, parte della componente progressista dell'elettorato giudicò negativamente l'alleanza con i Conservatori di David Cameron. I Liberal-Democratici, costretti per ragioni politiche a esprimersi favorevolmente a misure di stampo tradizionalmente conservatore e impossibilitati a porre in essere tutte le misure promesse in campagna elettorale, subirono un fortissimo calo di popolarità.
Le personalità del partito hanno sempre difeso il proprio operato, sostenendo che sarebbe stato impossibile mantenere tutti gli impegni del manifesto, dal momento che i Liberal-Democratici erano la parte minoritaria della coalizione governativa, nonché il terzo partito alla Camera dei Comuni per quantità di seggi.
Tali giustificazioni non convinsero però l'elettorato: alle elezioni generali del 7 maggio 2015 il partito ottenne poco meno dell'8% dei voti, facendo suoi solo 8 seggi (1,2% di tutta la rappresentanza parlamentare) alla Camera dei Comuni. A seguito di questa pesante sconfitta elettorale, il leader Nick Clegg rassegnò le dimissioni e il deputato Tim Farron divenne il nuovo leader del partito.
Nel 2017 il Primo ministro Theresa May decise di convocare nuove elezioni e i Liberal-Democratici ottennero 12 seggi, perdendo solo quello di Nick Clegg.
Tuttavia, sei giorni dopo le elezioni Tim Farron annunciò le proprie dimissioni da presidente del partito, spiegando che era inconciliabile per lui essere sia la guida di un partito progressista che un cristiano praticante.
Il 27 luglio 2017 Vince Cable succedette a Farron alla guida del partito.
In seguito al fallimento delle trattative sulla Brexit da parte del Governo May, i liberali si sono identificati come i più europeisti nel panorama politico del Regno Unito. Sono stati il primo partito ad avanzare una proposta di nuovo referendum. Questo ha comportato un forte incremento dei voti alle europee del 2019, in cui i liberali hanno raggiunto il 19% dei voti (secondi dietro al Brexit Party). 
Sempre nel 2019, poco dopo le elezioni europee, a Cable, che si era dimesso due giorni prima del voto ma aveva continuato a guidare il partito, succede Jo Swinson, che però si dimetterà dopo soli cinque mesi, a causa del modesto risultato delle elezioni generali 2019, che porterà lei stessa a non riconquistare il proprio seggio. Le è succeduto nel 2020 Sir Ed Davey, suo principale oppositore alle primarie di quell'anno e suo vice, diventato leader ad interim dopo le sue dimissioni e poi confermato dal voto degli iscritti.
Alle elezioni anticipate del 2024, vinte con una maggioranza schiacciante dai Laburisti di Keir Starmer, i liberal democratici, riescono a conquistare il 12,2% dei voti e ben 72 seggi, raggiungendo il maggior numero di seggi mai occupato nella storia del partito.

## Struttura
I Liberal Democratici sono un partito federale, costituito dai Liberal Democratici Inglesi, dai Liberal Democratici Scozzesi e dai Liberal Democratici Gallesi. Il partito non è presente nell'Irlanda del Nord, ma è alleato con il Partito dell'Alleanza dell'Irlanda del Nord.
Nel partito sono rintracciabili due correnti:
- I socioliberali, molti dei quali eredi del Social-Democrat Party, ispirati da David Lloyd George e John Maynard Keynes; sono a favore dello Stato sociale e ad un'alta tassazione di redditi e patrimoni elevati, e propugnano le libertà civili e i diritti umani.
- I liberali classici o liberisti, molti dei quali eredi del Partito Liberale; sono contrari ad un eccessivo interventismo dello Stato.

Appartiene a quest'ultima corrente il leader dal 2007 al 2015 Nick Clegg, mentre è più vicino alla componente sociale il suo successore dal 2015, Tim Farron.
Il partito aderisce all'ALDE.

## Risultati elettorali

### Elezioni legislative
| Anno | Voti      | %          | +/-  | Seggi    | +/- | Status      |
| ---- | --------- | ---------- | ---- | -------- | --- | ----------- |
| 1992 | 5 999 606 | 17,8 (3º)  |      | 20 / 651 |     | Opposizione |
| 1997 | 5 242 947 | 16,8 (3º)  | 1,0  | 46 / 659 | 26  | Opposizione |
| 2001 | 4 814 321 | 18,3 (3º)  | 1,5  | 52 / 659 | 6   | Opposizione |
| 2005 | 5 985 454 | 22,0 (3º)  | 3,7  | 62 / 646 | 6   | Opposizione |
| 2010 | 6 836 248 | 23,0 (3º)  | 1,0  | 57 / 650 | 5   | Governo     |
| 2015 | 2 415 888 | 7,9 (4º)   | 15,1 | 8 / 650  | 49  | Opposizione |
| 2017 | 2 371 772 | 7,4 (4º)   | 0,4  | 12 / 650 | 4   | Opposizione |
| 2019 | 3 696 423 | 11,6 (4º)  | 4,2  | 11 / 650 | 1   | Opposizione |
| 2024 | 3 519 143 | 12,2% (3°) | 0,6  | 72 / 650 | 61  | Opposizione |

### Elezioni europee
| Anno         | Voti      | %           | +/-  | Seggi   | +/- |
| ------------ | --------- | ----------- | ---- | ------- | --- |
| Europee 1989 | 986 292   | 6,2 (4.º)   |      | 0 / 81  |     |
| Europee 1994 | 2 552 730 | 17,0 (3.º)  | 10,8 | 2 / 87  | 2   |
| Europee 1999 | 1 266 549 | 12,7 (3.º)  | 4,3  | 10 / 87 | 8   |
| Europee 2004 | 2 452 327 | 14,9 (4.º)  | 2,2  | 12 / 78 | 2   |
| Europee 2009 | 2 080 613 | 13,8 (4.º)  | 1,1  | 11 / 72 | 1   |
| Europee 2014 | 1 087 633 | 6,6 (5.º)   | 7,2  | 1 / 73  | 10  |
| Europee 2019 | 3 367 284 | 19,58 (2.º) | 13   | 16 / 73 | 15  |

## Leadership

### Leader
- Paddy Ashdown (1988–1999)
- Charles Kennedy (1999–2006)
- Menzies Campbell (2006–2007)
- Nick Clegg (2007–2015)
- Tim Farron (2015–2017)
- Vince Cable (2017–2019)
- Jo Swinson (2019)
- Ed Davey (2019–in carica)

### Vice leader
- Russel Johnston (1988–1992)
- Alan Beith (1992–2003)
- Menzie Campbel (2003–2006)
- Vince Cable (2006–2010)
- Simon Hughes (2010–2014)
- Malcom Bruce (2014–2015)
- vacante (2015–2017)
- Jo Swinson (2017–2019)
- vacante 2019 (luglio–settembre)
- Ed Davey (2019–2020)
- vacante 2020 (agosto–settembre)
- Daisy Cooper (2020–in carica)

### Presidenti
- Ian Wrigglesworth (1988–1990)
- Charles Kennedy (1991–1994)
- Robert Maclennan (1995–1998)
- Diana Maddock 1(999–2000?
- Navnit Dholakia (2001–2004)
- Simon Hughes (2005–2008)
- Rosalind Scott (2009–2010)
- Tim Farron (2011–2014)
- Sal Brinton (2015–2019)
- Mark Pack (2020–in carica)

## Sotto-organizzazioni
- Liberal Democratici Scozzesi
- Liberal Democratici gallesi